# Килт
Килт (шкот. kilt) врста је сукње са наборима позади, настала као традиционална одјећа гелски мушкараца и дјечака у Шкотској висији. Први пут је забижељен у 16. вијеку као велики килт, одјећа пуне дужине чија се горња половина могла носити као огртач. Мали килт или модерни килт настао је у 18. вијеку и у суштини је доња половина великог килта. Од 19. вијека, повезује се са широм културом Шкотске и још шире са гелским или келтским насљеђем. Најчешће је направљен од вуне са тартан шаром.
Иако се килт најчешће носи у формалним приликама и на Висијским играма и другим спортским догађајима, прилагођен је као предмет мушке неформалне мушке одјеће, којим се враћа својим претцима као свакодвневни одјевни предмет. Посебно у Сјеверној Америци, килтови се праве за свакодневно ношење у разним материјалима. Могу се користити алтернативни причвршћивачи и уметнути џепови да се избјегне потреба за спораном. Килт је прихваћен као женска одјећа у неким спортовима.